# Espill líquid

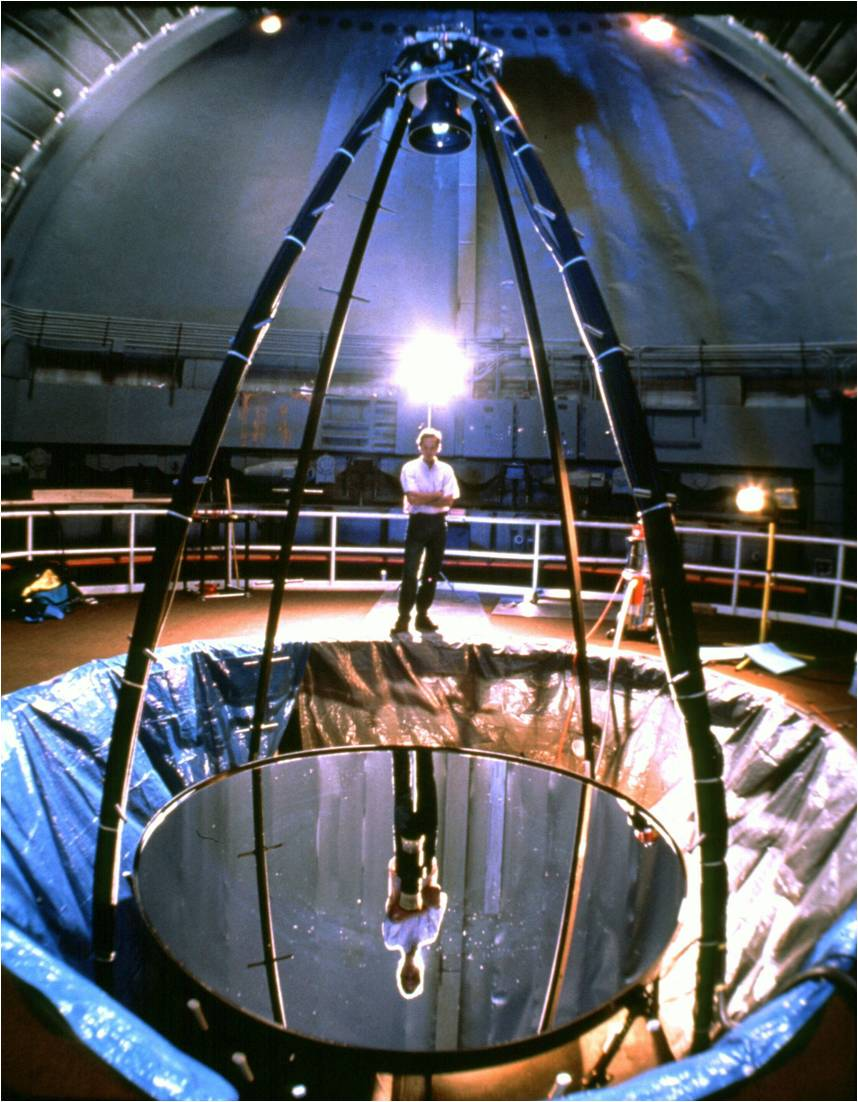
Espill líquid operat per la NASA

Els espills líquids són espills fets amb líquids reflexius. El líquid més comú usat és el mercuri, però també s'hi poden emprar altres líquids (per exemple, aliatges de baixa temperatura de fusió de gal·li). El contenidor per al líquid roda de manera que el líquid adopta una forma parabòlica, que és l'òptima per a l'espill primari d'un telescopi. El líquid rotant assumeix la forma parabòlica sense importar com siga l'envàs contenidor. Per reduir la quantitat necessària de metall líquid, i el pes, un espill rotatori de mercuri empra un envàs que s'acosta al màxim a la forma parabòlica. Els espills líquids són una alternativa de baix cost als grans telescopis. Comparat a un espill sòlid de cristall que s'ha de tallar, esmerilar i polir, un espill de metall líquid giratori és molt més barat.
Isaac Newton observà que la superfície lliure d'un líquid giratori forma un paraboloide de revolució, i per tant, es pot emprar com un telescopi, però ell no el podia construir perquè no podia estabilitzar-ne la velocitat de rotació (el motor elèctric encara no existia). El concepte, l'aprofundí Ernest Capocci de l'Observatori de Nàpols (1850), però fou al 1872 quan Henry Skey, de l'Observatori de Dunedin a Nova Zelanda, construí el primer telescopi d'espill líquid de laboratori.
Una altra dificultat del telescopi d'espill de metall líquid és que només es pot usar en telescopis zenitals enfocats cap amunt, al zenit. Una possible excepció a aquesta regla seria un telescopi d'espill de mercuri en què l'efecte de la gravetat de la Terra es podria reemplaçar amb gravetat artificial.
Ara com ara, l'espill de mercuri del Large Zenith Telescope del Canadà és el més gran de metall líquid en actiu. Té un diàmetre de 6 m, i gira a unes sis revolucions per minut.

## Funcionament

### Explicació de l'equilibri

La força de la gravetat (en vermell), la força normal (en verd), i la força resultant (en blava)

En mecànica de fluids, l'estat en què cap part del fluid té moviment relatiu respecte a qualsevol altra part del fluid s'anomena "rotació de cos sòlid". Quan l'espill de mercuri arriba a un estat de rotació de cos sòlid, es produeix l'equilibri dinàmic de dues energies: l'energia potencial gravitatòria i l'energia cinètica rotacional. Quan un fluid està en rotació de cos sòlid, és l'estat més baix d'energia disponible, perquè en un estat de rotació de cos sòlid no hi ha fricció que dissipe qualsevol energia.
L'equilibri dinàmic no es pot entendre en termes d'equilibri de forces, perquè quan l'espill de mercuri està girant, hi ha una força desequilibrada actuant en el mercuri. La força de la gravetat actua en direcció vertical, la superfície del disc parabòlic exerceix una força normal en el mercuri que hi descansa. La força resultant de les dues en dona la força centrípeta requerida.
Aquestes fórmules són vàlides per al cas de l'espill de mercuri mentre està girant en rotació de cos sòlid.

En el cas del moviment circular, es manté la relació{\displaystyle v=\omega r}.

### Dissipació de l'energia
Per a entendre la dinàmica de l'energia és important considerar què succeeix quan els accionadors de l'espill de mercuri es detenen per reemplaçar el mercuri.
Si es deixa que el plat giratori no s'accione més, i s'aplica una força suau de frenat al plat giratori, la fricció entre el plat i el mercuri tendirà a reduir l'índex de rotació del mercuri. Conforme el mercuri en baixa al centre, l'energia potencial gravitacional esdevé energia cinètica rotacional. La conversió de l'energia potencial tendeix a sostenir la velocitat angular. Quan el mercuri està col·lapsant per la força centrípeta, la força centrípeta hi realitza un treball. La quantitat total d'energia que ha de dissipar-se és l'energia cinètica rotacional més l'energia potencial gravitacional.

## Telescopis d'espill líquid

### Telescopis d'espill líquid de Terra convencionals
Utilitzen un líquid emmagatzemat en un contenidor cilíndric fet d'un material compost, com el Kevlar. Es fa girar el cilindre fins que arribe a algunes revolucions per minut. El líquid va prenent la forma d'un paraboloide, d'un espill telescòpic convencional, amb una superfície molt precisa: les petites imperfeccions en la forma del cilindre no l'afecten. La quantitat de mercuri emprada és de menys d'un mil·límetre de grossor.

### Telescopis d'espill líquid basats de la Lluna
S'han proposat líquids iònics de baixa temperatura (per sota de 130 kèlvins) com a base fluida d'un telescopi d'espill líquid giratori de diàmetre enorme per col·locar a la Lluna. La baixa temperatura és positiva per a imatges de llum infraroja de llarga longitud d'ona, que és la forma de llum (molt desplaçada cap al roig) que arriba de les parts més distants de l'univers visible. La base líquida es cobriria amb una prima pel·lícula metàl·lica que en formaria la superfície reflexiva.

### Telescopis d'espill de líquid d'anell a l'espai
El disseny del telescopi Rice d'espill líquid és semblant als telescopis d'espill líquid convencionals. Només treballen a l'espai; però, en òrbita, la gravetat no distorsionarà la forma de l'espill parabòlica. El disseny té les característiques d'un líquid emmagatzemat en un envàs de forma anul·lar de fons pla amb les vores interiors alçades. L'àrea focal central en seria rectangular, però un espill parabòlic rectangular secundari reconduiria la llum a un punt focal. D'altra banda l'òptica n'és semblant a la d'altres telescopis òptics. La replega de la llum d'un telescopi Rice és equivalent a l'ample pel diàmetre de l'anell, menys un percentatge referit a l'òptica, el disseny de la superestructura, etc.

## Avantatges i desavantatges
L'avantatge més gran d'un espill líquid telescòpic és el seu baix cost, prop d'1% d'un espill convencional. El Large Zenith Telescope de 6 m de la Universitat de la Colúmbia Britànica costà al voltant de la cinquantena part d'un telescopi convencional amb un espill de cristall. L'espill, però, només pot apuntar directe cap amunt. Si es desvia del zenit, en perd la forma. La vista de l'espill canvia conforme la Terra gira i els objectes no poden ser seguits físicament. Mentre està en el camp visual, un objecte pot ser breument seguit electrònicament, aplicant un voltatge al CCD per desplaçar els electrons al seu través a la mateixa velocitat en què la imatge es belluga; aquesta tàctica s'anomena "exploració de deriva". Alguns tipus de recerca astronòmica, però, no són afectats per aquestes limitacions, com ara els estudis a llarg termini del cel i la cerca de supernoves. Com que es creu que l'univers és isòtrop i homogeni (això s'anomena principi cosmològic), la recerca de la seua estructura pels cosmòlegs també pot emprar telescopis d'espill líquid. La recerca, però, intenta desenvolupar telescopis que es puguen inclinar.
Com que el mercuri metàl·lic i el seu vapor són tòxics per als éssers humans i els animals, això és un problema per utilitzar-lo en qualsevol telescopi. El metall de gal·li, que és menys tòxic, s'hi pot usar en comptes del mercuri, però té el desavantatge d'un cost més alt. Alguns investigadors canadencs han proposat la substitució d'espills líquids deformables magnèticament, composts per una suspensió de ferro i nanopartícules d'argent suspeses en glicol d'etilé. A més de la baixa toxicitat i del relativament baix cost, aquest espill tindria l'avantatge de ser fàcilment deformable emprant-hi variacions en la força de camps magnètics.